# Mamá cumple cien años
Mamá cumple cien años is een Spaans-Franse filmkomedie uit 1979 onder regie van Carlos Saura die werd genomineerd voor de Oscar voor beste niet-Engelstalige film.

## Verhaal
Ana en Antonio keren terug naar het huis van hun jeugd om er de 100e verjaardag te vieren van hun pleegmoeder. De bewoners van dat huis kennen veel geheimen en zij gedragen zich nogal zonderling.

## Rolverdeling
| Acteur                | Personage |
| --------------------- | --------- |
| Geraldine Chaplin     | Ana       |
| Amparo Muñoz          | Natalia   |
| Fernando Fernán Gómez | Fernando  |
| Norman Briski         | Antonio   |
| Rafaela Aparicio      | Mama      |
| Charo Soriano         | Luchi     |
| José Vivó             | Juan      |
| Ángeles Torres        | Carlota   |
| Elisa Nandi           | Victoria  |
| Rita Maiden           | Solange   |
| Monique Ciron         | Anny      |